# 魏章玲
魏章玲（1941年—），女，回族，湖北沔阳人，中国社会学家，中国社会科学院社会学研究所研究员，曾当选中华全国学生联合会副主席。